# La llei dels forts
La llei dels forts (títol original en anglès: Three Violent People) és una pel·lícula estatunidenca dirigida per Rudolph Maté i estrenada l'any 1957.

## Argument
Acabada la Guerra Civil dels Estats Units (1861-1865) amb la victòria del Nord, comença el període de la Reconstrucció (1865-1877), època de represàlies i d'espoli econòmic dels estats del Sud. Abraham Lincoln havia projectat concedir una amnistia als confederats per afavorir la reconciliació entre vencedors i vençuts, però, el Govern Provisional format arran del seu assassinat (1865) va ordenar l'ocupació militar del Sud i la imposició d'unes duríssimes reparacions de guerra. Amb les tropes ianquis arriba una caterva d'especuladors i aventurers sense escrúpols disposats a fer fortuna. El capità Colt Saunders, acabat d'arribar al seu ranxo de Texas, s'haurà d'enfrontar a dos problemes: d'una banda, al tèrbol passat de la dona amb la qual acaba de casar-se. De l'altra, a la cobdícia dels funcionaris del Govern, que volen apoderar-se de les seves terres.

## Crítica
La pel·lícula és un western basat en la novel·la de Leonard Praskins i Barney Slater dirigida per Rudolph Maté, un dels més grans directors de fotografia de la història del cinema, que va treballar amb directors de la talla de Fritz Lang, William Wyler, King Vidor o Alfred Hitchcock, entre d'altres. Amb les hores comptades és el film més conegut de Maté, a partir del qual es va fer un remake el 1988 titulat Mort en arribar.
Charlton Heston, que va aconseguir l'Oscar al millor actor el 1959 pel seu personatge per excel·lència Ben Hur, i Anne Baxter, l'actriu que intenta arrabassar la fama a la veterana Margo Channing a "Eva", encapçalen el repartiment d'aquesta pel·lícula ambientada en el Texas immediatament posterior a la Guerra de Secessió.

## Repartiment
- Charlton Heston: Colt Saunders
- Anne Baxter: Lorna Saunders, nascuda Hunter
- Tom Tryon: Beauregard 'Cinch' Saunders
- Bruce Bennett: Comissionat Harrison
- Forrest Tucker: Diputat Comissionat Cable
- Gilbert Roland: Innocencio Ortega
- Elaine Stritch: Ruby LaSalle